# پال پولمن
پال پولمن (به انگلیسی: Paul Polman) (زاده ۱۱ ژوئیه ۱۹۵۶) کارآفرین و مدیر ارشد اجرایی هلندی است، که اکنون به‌عنوان مدیر عامل اجرایی شرکت یونیلیور فعالیت می‌نماید.
وی پیشینه مدیریت در سطح ارشد شرکت‌های پروکتر اند گمبل و نستله را نیز در کارنامه خود دارد. پولمن پیشتر ریاست هیئت مدیره شرکت داو کمیکال و الکون را بر عهده داشت.